# Daytona 500
A Daytona 500 ou as 500 Milhas de Daytona é uma corrida automobilística da NASCAR Cup Series realizada anualmente no Daytona International Speedway, em Daytona Beach, na Flórida. A prova percorre 500 miles (800 km) e é disputada desde 1959 percorrendo 200 voltas no circuito de Daytona International Speedway na cidade de Daytona Beach, na Flórida. É a primeira de duas corridas da Copa realizadas todos os anos em Daytona, sendo a segunda a Coca Zero 400, e uma das três realizadas na Flórida, com o confronto anual de primavera Ford EcoBoost 400 que é realizado em Homestead, ao sul de Miami. A Daytona 500 inaugural foi realizado em 1959 coincidindo com a abertura da pista e desde 1982 é a corrida de abertura da temporada da NASCAR.
A Daytona 500 é considerada a corrida mais importante e prestigiosa do calendário da NASCAR, levando de longe a maior premiação. Os pontos do campeonato concedidos são iguais aos de qualquer outra corrida da NASCAR Cup Series. É também a primeira corrida do ano na série; esse fenômeno é único nos esportes, que tendem a ter campeonatos ou outros eventos importantes no final da temporada, e não no início. Desde 1995, a audiência da televisão dos Estados Unidos para o Daytona 500 tem sido a mais alta em qualquer corrida de automóveis do ano, superando a líder tradicional, as 500 milhas de Indianápolis que, por sua vez, supera em muito a Daytona 500 em público na pista e audiência internacional. O Daytona 500 de 2006 atraiu a sexta maior audiência média global de TV ao vivo de qualquer evento esportivo daquele ano, com 20 milhões de telespectadores.
A corrida serve como evento final da Speedweeks e também é conhecida como "The Great American Race" ou " Super Bowl of Stock Car Racing". Desde o seu início, a corrida foi realizada em meados de fevereiro. De 1971 a 2011, e novamente desde 2018, o evento esteve associado ao fim de semana do Dia dos Presidentes, que ocorre no domingo antes da terceira segunda-feira de fevereiro. Em oito ocasiões, a corrida foi disputada no Dia dos Namorados. Desde 1997, o vencedor do Daytona 500 foi presenteado com o Harley J. Earl Trophy em Victory Lane, e o carro vencedor é exibido na condição de vencedor da corrida por um ano no Daytona 500 Experience, um museu e galeria adjacente ao Daytona International Speedway.

## História

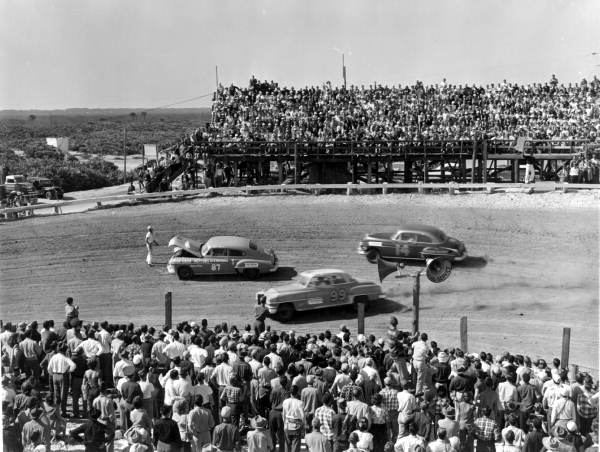
Corrida no Circuito de Rua de Daytona Beach em 1952.

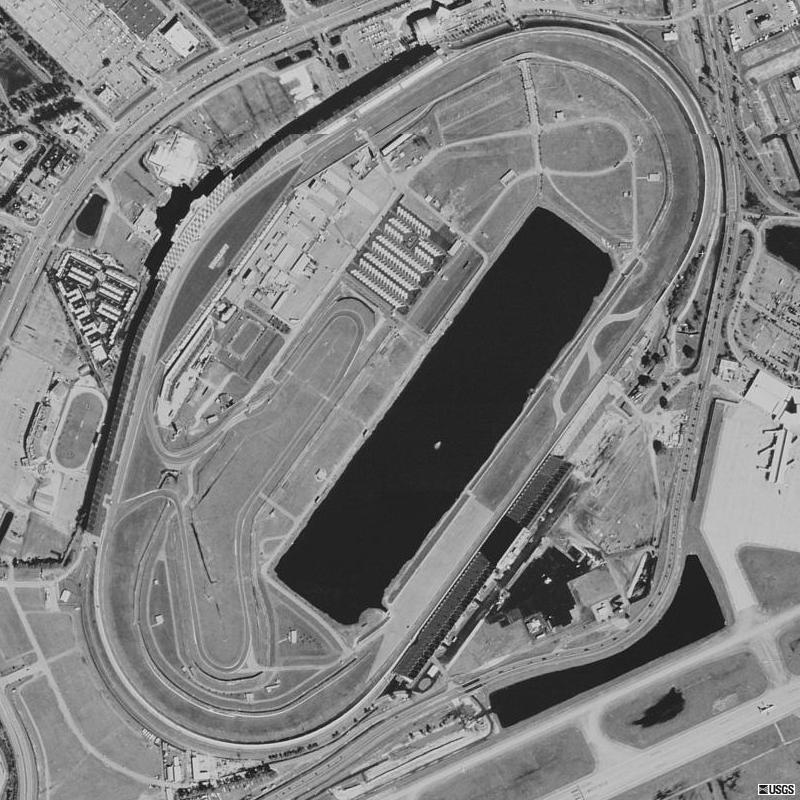
Vista aérea do Daytona International Speedway.

A corrida é a sucessora direta das corridas mais curtas realizadas no Circuito de Rua de Daytona Beach. Essa longa praça ficava parcialmente na areia e também na rodovia perto da praia. Eventos anteriores incluíram corridas de 200 milhas (320 km) com stock cars. Uma corrida de stock car de 500 milhas (805 km) foi realizada na Daytona International Speedway em 1959. Foi a segunda corrida de 500 milhas da NASCAR, após a Bojangles' Southern 500, e tem sido realizada todos os anos desde então. Em 1961, começou a ser referida como o Daytona 500, pelo qual ainda é conhecida.
Daytona International Speedway tem 2,5 milhas (4 km) de comprimento e uma corrida de 500 milhas requer 200 voltas para ser concluída. No entanto, a corrida foi considerada oficial após a metade (100 voltas/250 milhas) ter sido completada de 1959-2016. De 2017-2019, a corrida foi considerada oficial após a conclusão da Etapa 2 (120 voltas/300 milhas) quando a corrida por etapas foi introduzida. Em 2020, eles revisaram a regra na qual uma corrida é considerada oficial no meio do caminho ou na conclusão da Etapa 2 (o que ocorrer primeiro, neste caso no meio do caminho). A corrida foi encurtada quatro vezes devido à chuva (em 1965, 1966, 2003 e 2009) e uma vez em resposta à crise energética de 1973. Desde a adaptação da regra de chegada sem bandeira amarela em 2004, a corrida passou de 500 milhas em nove ocasiões (2005, 2006, 2007, 2010, 2011, 2012, 2015, 2019 e 2020). Foram necessárias duas tentativas para terminar a corrida em 2010, 2011 e 2020. A corrida de 2020 é a mais longa disputada do Daytona 500, com duração de 209 voltas/522,5 milhas.

### 1959-1969
Lee Petty, patriarca de uma famosa família de corredores, cujo membro mais famoso é seu filho Richard Petty, ganhou a primeira Daytona 500 em 22 de fevereiro de 1959 ao derrotar Johnny Beauchamp de uma forma incomum. Petty e Beauchamp ultrapassaram Joe Weatherly na reta final, após o que os oficiais inicialmente concederam a Beauchamp a vitória depois que três carros cruzarem a linha de chegada lado a lado. Depois de ver fotos e clipes de filmes várias vezes, o veredicto foi revisado três dias depois e Lee Petty foi declarado o vencedor. Em 1964, Richard Petty conduziu seu Plymouth com o novo motor Hemi 184 nas 200 voltas e venceu a Daytona 500 daquele ano. O Plymouth conquistou o primeiro, segundo e terceiro lugares.
A primeiro Daytona 500 a ser interrompida prematuramente devido à chuva foi a corrida de 1965. O líder Marvin Panch e Fred Lorenzen bateram na volta 129, quando começou a chover. Panch saiu da pista e Lorenzen venceu a corrida após um total de 133 voltas. Richard Petty venceu a Daytona 500 de 1966, que também teve de ser interrompida prematuramente na volta 198 devido à chuva. A corrida de 1967 viu um Mario Andretti formidável. Ele liderou 112 de 200 voltas, incluindo as últimas 33 voltas, e venceu a corrida. Foi a única corrida da NASCAR que Andretti conseguiu vencer.

### 1970-1979
A corrida de 1970 teve Cale Yarborough ditando o ritmo desde o início e dirigindo com uma velocidade média de 194,015 mph (312,237 km/h). Sua velocidade extrema teve consequências ruins, porque logo após a bandeira verde, alguns pilotos começaram a ter problemas. Primeiro foi Richard Petty, depois o próprio Yarborough, que teve de terminar a corrida cedo após 31 voltas, das quais liderava 26. Donnie Allison e A. J. Foyt foram os próximos pilotos a desistir. Mais tarde na corrida, Pete Hamilton, um piloto até então desconhecido, lutou pela liderança com Charlie Glotzbach e David Pearson. Na volta 192, Hamilton ultrapassou Pearson e assumiu a liderança, e embora Pearson continuasse tentando recuperar a liderança, Hamilton venceu a corrida. Foi a primeira das quatro vitórias de Hamilton que correu por pouco tempo, mas teve uma carreira respeitável na NASCAR. A Daytona 500 teve o maior número de espectadores até o momento nesta corrida, um total de 103.800.
Em 1973, houve um duelo clássico de dois carros entre Petty e Buddy Baker. Das primeiras 150 voltas, Baker liderava 118 voltas, mas Petty estava logo atrás depois de evitar alguns problemas de motor de outros pilotos e um acidente na volta 155. Depois que os líderes Petty e Baker completaram seu último pit stop dez voltas antes do final, Petty conseguiu uma vantagem de 4,4 segundos sobre Baker. Mas Baker estava se aproximando dele, volta a volta, e a liderança era de apenas 2,5 segundos a cinco voltas do fim, mas o motor de Baker falhou. Teve que abandonar a corrida e Petty obteve sua quarta vitória na Daytona 500.
No início da temporada de 1974, a distância foi encurtada em dez por cento em algumas corridas devido à crise de energia. Richard Petty foi capaz de vencer a Daytona 500 duas vezes consecutivas, que teve apenas 180 voltas (450 milhas). As duas corridas de qualificação de 125 milhas também foram reduzidas para 45 voltas (112,5 milhas). Em 1976, Richard Petty foi o primeiro a cruzar a linha de largada com uma volta antes do final da corrida, mas foi ultrapassado por David Pearson na reta posterior. Petty tentou ultrapassar Pearson na última curva, mas não conseguiu completar a manobra. Eles colidiram e giraram na grama no campo interno a poucos metros da linha de chegada. Petty não conseguiu ligar o carro, mas Pearson manteve o carro funcionando e cruzou a linha de chegada como o vencedor. A corrida de 1978 não foi fácil para Bobby Allison. Ele veio para a corrida com uma sequência de 67 derrotas consecutivas, mas com onze voltas para o final, dirigiu seu Bud Moore Ford passando por Buddy Baker para assumir a liderança. Ele não desistiu nas últimas voltas e comemorou sua primeira vitória na Daytona 500.
A Daytona 500 de 1979 foi a primeira corrida de 500 milhas a ser transmitida ao vivo pela televisão nacional. A transmissão de televisão mostrou várias imagens a bordo e várias câmeras montadas ao longo do percurso. Por causa de um acidente na última volta que levou a uma briga entre os líderes Cale Yarborough e Donnie Allison (junto com o irmão de Donnie, Bobby Allison), a NASCAR teve muita publicidade negativa. Donnie Allison liderou a corrida na última volta. Cale Yarborough tentou ultrapassá-lo no final da reta traseira, mas Allison bloqueou sua passagem. Não querendo perder terreno, Yarborough decidiu ultrapassar Allison por dentro, mas suas rodas esquerdas saíram da pista e bateram na grama. Ele perdeu o controle do carro e atingiu Allison na lateral no final da reta traseira. Quando os dois pilotos tentaram manter seus carros na pista, eles se tocaram várias vezes antes de finalmente colidirem com a parede na curva três. Depois que os dois carros foram parar na grama, Donnie Allison e Cale Yarborough começaram a discutir violentamente. Depois que eles pareceram resolver a situação Bobby Allison, que já havia levado uma volta, dirigiu até os dois e defendeu seu irmão. Então uma briga selvagem começou. Richard Petty, que estava meia volta atrás, se manteve na frente e venceu. Houve muita repercussão e a notícia saiu na primeira página da seção de esportes do The New York Times.

### 1980-1989
Buddy Baker iniciou a nova década com a Daytona 500 mais rápida da história. Venceu com uma velocidade média de 177,602 mph (285,809 km/h). A corrida de 1981 viu Richard Petty assumir um grande risco para ganhar sua sétima Daytona 500. Faltando 24 voltas para o fim, Petty fez sua última parada programada, mas em vez de colocar quatro pneus novos, seu carro foi apenas reabastecido. Acabou sendo uma decisão muito boa e Petty ganhou a corrida. Ele se tornou o único piloto que conseguiu vencer a Daytona 500 em três décadas diferentes.
Em 1983, Cale Yarborough se tornou o primeiro piloto a gerenciar uma volta de qualificação de mais de 200 mph (320 km/h). No entanto, Yarborough sofreu um acidente em sua segunda volta de qualificação e capotou na Curva 4. Seu carro teve que ser retirado da participação e a volta recorde não contou. Apesar do acidente, Yarborough chegou à vitória no dia seguinte com um carro substituto. Um ano depois - 1984 - estabeleceu o recorde com uma velocidade média de 201,848 mph (324,828 km/h). Em 1987, Bill Elliott estabeleceu o recorde que ainda hoje se mantém: ele fez uma volta de qualificação de 338,532 km/h (210,364 mph). Ele então venceu a corrida pela segunda vez em sua carreira, tendo vencido a corrida dois anos antes, em 1985.
Entre os dois anos - em 1986 - houve uma corrida espetacular entre Dale Earnhardt e Geoff Bodine, que lutou pela vitória nas últimas 70 voltas. Earnhardt liderou dez voltas e Bodine 60. Quando faltavam três voltas para o final, Earnhardt entrou no box porque ficou sem gasolina. Quando ele saiu dos boxes novamente, Earnhardt destruiu seu pistão e Geoff Bodine venceu com uma vantagem de 11,26 segundos porque era um pouco mais econômico com sua gasolina.
Na Daytona 500 de 1988, as novas placas restritoras foram usadas nas corridas de superspeedway pela primeira vez. Tiveram a tarefa de desacelerar os carros por meio de limitadores de fluxo de ar, pois eles haviam atingido uma velocidade muito alta nos últimos anos. Antes da corrida, ninguém sabia realmente como seria a nova introdução. No final, Bobby Allison venceu à frente de seu filho Davey Allison. Ambos celebraram juntos na Victory Lane. Isso fez de Bobby Allison o piloto mais velho a vencer a Daytona 500. Na corrida também houve um grave acidente com Richard Petty na volta 106. Petty girou, ficou no ar e seu carro subiu e foi jogado na cerca de segurança. Depois de parar na pista, A. J. Foyt e Brett Bodine colidiram com seu carro, que se partiu ao meio. No entanto, Petty conseguiu escapar sem ferimentos significativos. Darrell Waltrip venceu o Daytona 500 em 1989 após 17 tentativas. Os fãs aplaudiram o vencedor com gritos altos e, após ser questionado por um repórter, Waltrip gritou para a câmera: “Ganhei o Daytona 500! Ganhei o Daytona 500!” Ele também dançou na Victory Lane.

### 1990-1999

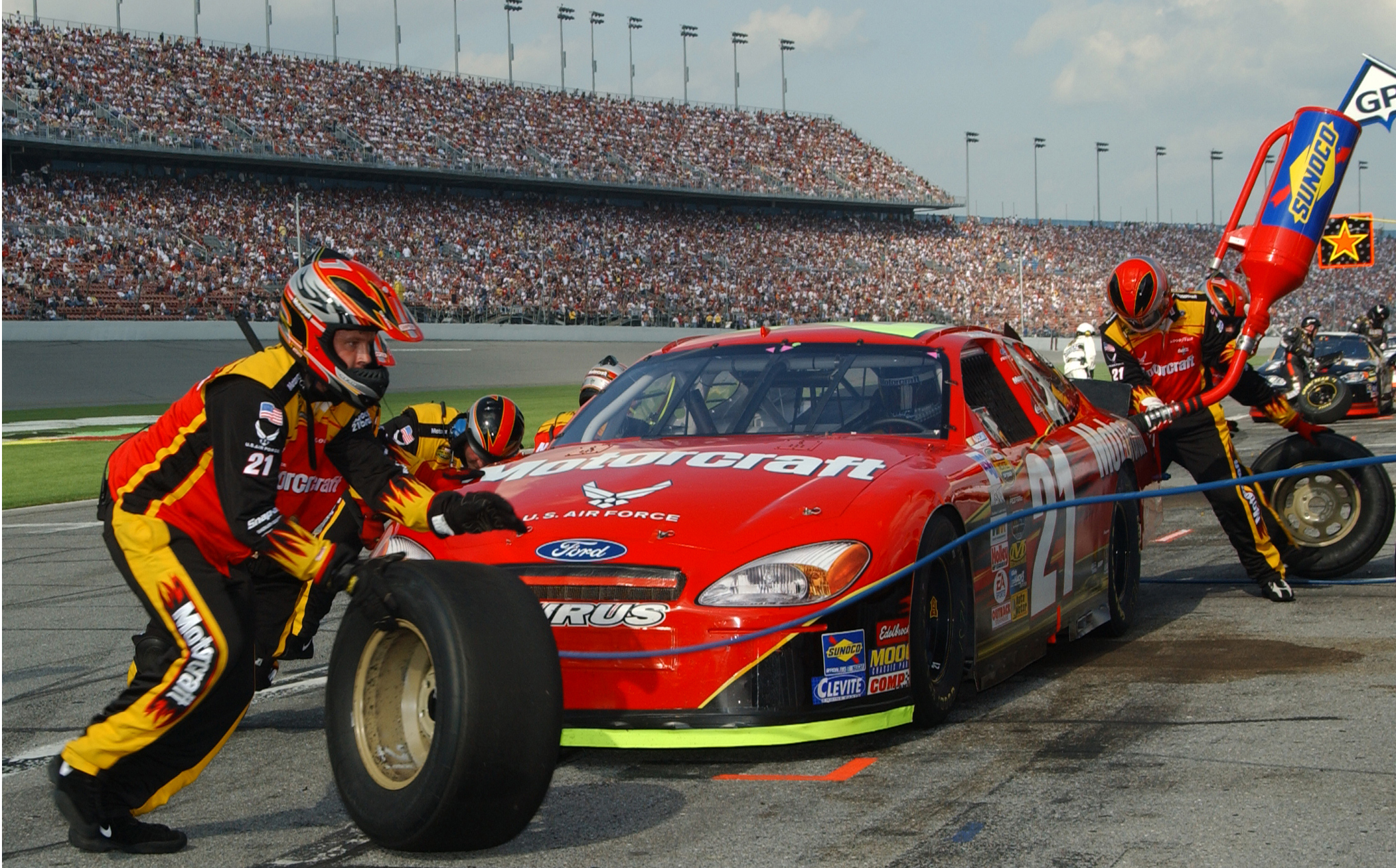
Trabalho de troca de pneus nos boxes.

Depois de anos tentando vencer a Daytona 500, Dale Earnhardt teve a melhor chance em 1990. A sete voltas do final, estava em terceiro e, portanto, com grandes chances. Com a bandeira amarela, todos foram para os boxes, exceto Derrike Cope. Após o reinício na volta 195, Earnhardt ultrapassa Derrike Cope e assumiu a liderança novamente. Mas na última volta Earnhardt passou por cima de uma pequena peça de metal, que foi jogada na pista por Rick Wilson depois que o motor dele explodiu e seu pneu estourou. Derrike Cope ultrapassou Earnhardt e venceu sua primeira corrida da NASCAR. Earnhardt também não se saiu melhor em 1991. Quando faltavam seis voltas para o fim, foi ultrapassado por Ernie Irvan enquanto estava em primeiro lugar e, mais tarde, quando faltavam ainda duas voltas para o fim, chegou a rodopiar e colidir com Davey Allison e Kyle Petty. Irvan chegou à vitória sob a bandeira amarela.
Em 1992, Davey Allison ganhou sua única Daytona 500 depois de superar um acidente "Big One" na volta 92 sem nenhum arranhão. Ele então liderou as últimas 102 voltas até a vitória. Em 1993, Jeff Gordon dirigiu na sua primeira Daytona 500 e terminou entre os cinco primeiros. Na volta 170, Rusty Wallace tentou evitar um acidente, mas perdeu o controle e rodou várias vezes no campo interno da reta oposta. A duas voltas do fim, Dale Jarrett, terceiro colocado, foi empurrado por Geoff Bodine e ultrapassou o segundo Jeff Gordon. Ele até tentou passar por Earnhardt e conseguiu isso com um pequeno toque. Jarrett venceu a corrida e foi a quarta vez que Dale Earnhardt estava na liderança a menos de dez voltas do fim e não conseguiu vencer. Sterling Marlin venceu a corrida de 1994 com a última gota de gasolina no tanque. Muitos de seus outros competidores não conseguiram lutar pela vitória devido à falta de combustível. Lake Speed teve que ir para os boxes novamente com três voltas para terminar em quarto lugar. Foi exatamente o mesmo para Mark Martin, que teve de ir para o box em terceiro lugar a duas voltas do fim.
Em 1995, Sterling Marlin crucou a linha de chegada em primeiro novamente, tornando-se o primeiro piloto desde Cale Yarborough a vencer a Daytona 500 duas vezes consecutivas. Dale Earnhardt terminou em segundo depois de melhorar de 17 para segundo nas últimas voltas. Mas Earnhardt não encontrou nenhuma maneira de ultrapassar Sterling Marlin e seguiu sem uma vitória do Daytona 500 até aquele ano. Em 1998, Dale Earnhardt conseguiu vencer o Daytona 500 pela primeira vez após 20 tentativas.

### 2000-2009
Na última curva da última volta na Daytona 500 em 2001, o super astro da NASCAR Dale Earnhardt morreu após um acidente aparentemente inofensivo em que foi empurrado por Rusty Wallace. Ele perdeu o controle de seu carro e bateu na parede externa quase de frente depois de outro contato. O impacto foi tão forte que sua cabeça disparou para a frente e a base do crânio se quebrou. Ele morreu a caminho do hospital. Em um acidente na volta 173 envolvendo 18 carros, Tony Stewart capotou e a corrida recebeu a bandeira vermelha brevemente para limpar os muitos destroços. Michael Waltrip fez sua primeira corrida pela equipe Dale Earnhardt, Inc. e venceu. Seu companheiro de equipe, Dale Earnhardt Jr., filho da vítima, ficou em segundo. Ambos os carros pertenciam a Dale Earnhardt, que estava em terceiro lugar até seu acidente fatal.
Em 2002, Sterling Marlin e Jeff Gordon lutaram pela liderança. Mas ambos se tocaram e Gordon apareceu, enquanto um acidente em massa se desenvolvia atrás dele. A corrida foi brevemente interrompida com a bandeira vermelha quando Marlin recebeu uma mensagem de rádio informando que seu para-lama estava dobrado e danificado. Marlin saiu do carro e endireitou o para-choque. Mas os funcionários da NASCAR lhe interromperam imediatamente, já que ninguém tem permissão para fazer alterações em seus carros enquanto a bandeira vermelha estiver em curso. Sterling Marlin foi enviado para o final do grid, abrindo caminho para a vitória de Ward Burton. Em 2003 Michael Waltrip venceu depois que a corrida terminou na volta 109 devido à chuva. No ano seguinte, Dale Earnhardt Jr. ganhou sua primeiro Daytona 500. Também foi algo especial, já que seu falecido pai venceu a corrida pela primeira vez exatamente três anos antes.
Em 2005, Jeff Gordon venceu sua terceira Daytona 500 e um ano depois seu companheiro de equipe Jimmie Johnson venceu a corrida. A Daytona 500 de 2007 aconteceu exatamente seis anos depois que Dale Earnhardt perdeu a vida em um acidente na última volta. Foi a primeira corrida da NASCAR Nextel Cup com um fabricante não americano, a Toyota. Kevin Harvick venceu a corrida com 0,020 segundos à frente de Mark Martin, que foi ultrapassado por Harvick a poucos metros da linha de chegada. Foi o segundo resultado mais próximo na época, após a corrida de 1959, quando Lee Petty foi declarado o vencedor três dias depois.

### 2010-2019

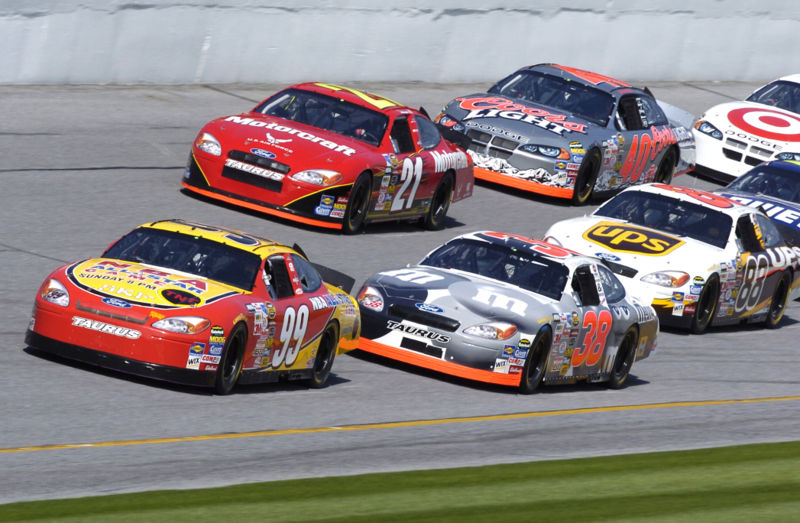
A corrida de 2004.

A 52ª edição da Daytona 500 em 2010 foi a mais longa Daytona 500 de todos os tempos até então, com uma duração total de cerca de 6 horas e 10 minutos. Como parte do asfalto da pista se soltou na curva 2 e os trabalhadores da pista tiveram que consertá-la, a corrida foi interrompida duas vezes pela bandeira vermelha. Isso resultou em um atraso total de aproximadamente 2 horas e 30 minutos. Já o ano de 2011 marcou o décimo ano após a morte de Dale Earnhardt. Em homenagem a Dale Earnhardt, a terceira rodada se transformou em uma volta silenciosa, em que os apresentadores de TV e rádio ficaram em silêncio e os fãs ergueram três dedos no ar, o que corresponde ao seu número inicial mais famoso, o número 3.
Em 2012 a corrida teve que ser adiada de domingo para segunda-feira pela primeira vez na história devido à forte chuva. O início foi adiado das 13h00 para as 19h00 devido a mais chuvas Então houve outra estreia: a corrida foi realizada pela primeira vez à noite e sob holofotes. Durante uma bandeira amarela na volta 160, Juan Pablo Montoya perdeu o controle de seu carro e bateu em um caminhão de segurança equipado com uma turbina de helicóptero (para secar a pista). Montoya e o motorista do caminhão sobreviveram ao acidente ilesos, apesar da explosão. Após um intervalo de duas horas, a corrida voltou. A prova então durou até a 1h da manhã da terça-feira. Matt Kenseth levou a vitória à frente de Dale Earnhardt, Jr. e Greg Biffle. Em 2013, Danica Patrick foi a primeira mulher a garantir a pole position em uma corrida da Sprint Cup Series. Patrick também foi a primeira mulher a liderar em duas voltas (90, 91) e alcançou a 8ª colocação, a melhor posição que uma mulher já alcançou na Sprint Cup. A vitória da corrida foi para Jimmie Johnson pela segunda vez desde 2006 .
Em 2014, o lendário carro número 3 - agora pilotado por Austin Dillon - fez seu retorno e foi capaz de reivindicar a pole position. Depois de quase 40 das 200 voltas concluídas, a corrida teve de ser interrompida porque a chuva forte e um alerta de tornado impossibilitaram a continuação da jornada. A corrida continuou sob holofotes após o intervalo de seis horas. Uma bandeira amarela pouco antes do final da corrida reuniu o leque de pilotos que entretanto haviam sido severamente dizimados por vários acidentes. No final, Dale Earnhardt Jr., que liderava após o reinício, prevaleceu no sprint de chegada e garantiu seu segundo sucesso na Daytona 500 depois de 2004. Denny Hamlin venceu a corrida em 2016 com uma vantagem de 0,010 segundos sobre Martin Truex júnior, com a chegada mais próxima da história da corrida. Anteriormente, Hamlin já tinha feito 94 voltas na frente, mas no início da última volta estava apenas em quarto lugar.

### 2020-presente
Na corrida de 2020 chuvas contínuas fizeram com que a disputa fosse adiada por um dia, pela primeira vez em oito anos. Na retomada Denny Hamlin venceu sua terceira Daytona 500, naquela que foi considerada a segunda chegada mais apertada da história da corrida, embora a vitória tenha sido ofuscada por um terrível acidente de Ryan Newman na volta final, que foi enviado para um hospital próximo. Em 2021 a volta 14 teve um acidente envolvendo 16 carros que ocorreu antes da corrida receber a bandeira vermelha devido à chuva. Após uma paralisação de 5 horas e 40 minutos, a corrida foi retomada com Denny Hamlin vencendo as duas primeiras etapas. Na última volta, Joey Logano e Brad Keselowski, ambos da equipe Penske, bateram na curva 3 quando estavam em primeiro e segundo lugar, abrindo caminho para Michael McDowell alcançar primeira vitória de sua carreira.

## Procedimento de qualificação
O procedimento de qualificação é exclusivo para o Daytona 500. A primeira linha é definida por uma rodada cronometrada de qualificação, realizada uma semana antes da corrida (antes de 2003, eram duas rodadas; antes de 2001, eram três). O restante do grid é definido por duas corridas de qualificação separadas (estas foram 100 milhas (160 km) de 1959 a 1967; 125 milhas (201 km) de 1969 a 2004; e 150 milhas (240 km) com duas voltas extras, se necessário, a partir de 2005 (essas corridas não foram realizadas em 1968 devido à chuva). Os dois primeiros pilotos das corridas de qualificação que não estavam entre os 35 primeiros em pontos de dono receberam vagas no grid, e o resto do grid foi fixado pela ordem de chegada dos duelos, com vagas garantidas aos 35 primeiros. As vagas restantes, 40 a 43, são preenchidas pelos melhores tempos de qualificação daqueles que ainda não estavam no grid da corrida de qualificação. Se houver um campeão da NASCAR sem vaga, ele conseguiria uma dessas quatro vagas, caso contrário, o quarto carro mais rápido seria adicionado ao grid.
Antes de 2005 - e começando novamente em 2013 - depois que os dois primeiros carros são definidos, os quatorze melhores carros nas corridas de qualificação avançam para o grid, e então entre seis (1998-2003), oito (1995-97, 2004) ou 10 (até 1994) carros mais rápidos que não avançam da corrida de qualificação são adicionados, em seguida, os carros entre os 35 primeiros em pontos do proprietário não bloqueados na corrida e, em seguida, o piloto com o campeonato provisório, exceto em 1985, quando esse carro não foi elegível para um ponto inicial provisório, sendo a única vez que aconteceu na Daytona 500 desde quando o provisório foi adicionado em 1976 até 2004.

## Vencedores da Daytona 500
| Ano  | Data                | Grid | No. | Piloto                 | Equipe                          | Marca      | Distância | Distância       | Tempo   | Média de veloc. (mph) |
| Ano  | Data                | Grid | No. | Piloto                 | Equipe                          | Marca      | Voltas    | Milhas (km)     | Tempo   | Média de veloc. (mph) |
| ---- | ------------------- | ---- | --- | ---------------------- | ------------------------------- | ---------- | --------- | --------------- | ------- | --------------------- |
| 1959 | 22 de fevereiro     | 15º  | 42  | Lee Petty              | Petty Enterprises               | Oldsmobile | 200       | 500 (804.672)   | 3:41:22 | 135.521               |
| 1960 | 24 de fevereiro     | 9º   | 27  | Junior Johnson         | John Masoni                     | Chevrolet  | 200       | 500 (804.672)   | 4:00:30 | 124.74                |
| 1961 | 26 de fevereiro     | 4º   | 20  | Marvin Panch           | Smokey Yunick                   | Pontiac    | 200       | 500 (804.672)   | 3:20:32 | 149.601               |
| 1962 | 18 de fevereiro     | Pole | 22  | Fireball Roberts       | Jim Stephens                    | Pontiac    | 200       | 500 (804.672)   | 3:10:41 | 152.529               |
| 1963 | 24 de fevereiro     | 12º  | 21  | Tiny Lund              | Wood Brothers Racing            | Ford       | 200       | 500 (804.672)   | 3:17:56 | 151.566               |
| 1964 | 23 de fevereiro     | 2º   | 43  | Richard Petty          | Petty Enterprises (2)           | Plymouth   | 200       | 500 (804.672)   | 3:14:23 | 154.334               |
| 1965 | 14 de fevereiro     | 4º   | 28  | Fred Lorenzen          | Holman-Moody                    | Ford       | 133*      | 332.5 (535.106) | 2:22:56 | 141.539               |
| 1966 | 27 de fevereiro     | Pole | 43  | Richard Petty (2)      | Petty Enterprises (3)           | Plymouth   | 198*      | 495 (796.625)   | 3:04:54 | 160.927               |
| 1967 | 26 de fevereiro     | 12º  | 11  | Mario Andretti         | Holman-Moody (2)                | Ford       | 200       | 500 (804.672)   | 3:24:11 | 146.926               |
| 1968 | 25 de fevereiro     | Pole | 21  | Cale Yarborough        | Wood Brothers Racing (2)        | Mercury    | 200       | 500 (804.672)   | 3:23:44 | 143.251               |
| 1969 | 23 de fevereiro     | 19º  | 98  | LeeRoy Yarbrough       | Junior Johnson & Associates     | Ford       | 200       | 500 (804.672)   | 3:09:56 | 157.95                |
| 1970 | 22 de fevereiro     | 9º   | 40  | Pete Hamilton          | Petty Enterprises (4)           | Plymouth   | 200       | 500 (804.672)   | 3:20:32 | 149.601               |
| 1971 | 14 de fevereiro     | 5º   | 43  | Richard Petty (3)      | Petty Enterprises (5)           | Plymouth   | 200       | 500 (804.672)   | 3:27:40 | 144.462               |
| 1972 | 20 de fevereiro     | 2º   | 21  | A. J. Foyt             | Wood Brothers Racing (3)        | Mercury    | 200       | 500 (804.672)   | 3:05:42 | 161.55                |
| 1973 | 18 de fevereiro     | 7º   | 43  | Richard Petty (4)      | Petty Enterprises (6)           | Dodge      | 200       | 500 (804.672)   | 3:10:50 | 157.205               |
| 1974 | 17 de fevereiro     | 2º   | 43  | Richard Petty (5)      | Petty Enterprises (7)           | Dodge      | 180*      | 450 (724.205)   | 3:11:38 | 140.894               |
| 1975 | 16 de fevereiro     | 32º  | 72  | Benny Parsons          | L.G. DeWitt                     | Chevrolet  | 200       | 500 (804.672)   | 3:15:15 | 153.649               |
| 1976 | 15 de fevereiro     | 7º   | 21  | David Pearson          | Wood Brothers Racing (4)        | Mercury    | 200       | 500 (804.672)   | 3:17:08 | 152.181               |
| 1977 | 20 de fevereiro     | 4º   | 11  | Cale Yarborough (2)    | Junior Johnson & Associates (2) | Chevrolet  | 200       | 500 (804.672)   | 3:15:48 | 153.218               |
| 1978 | 19 de fevereiro     | 33º  | 15  | Bobby Allison          | Bud Moore Engineering           | Ford       | 200       | 500 (804.672)   | 3:07:49 | 159.73                |
| 1979 | 18 de fevereiro     | 13º  | 43  | Richard Petty (6)      | Petty Enterprises (8)           | Oldsmobile | 200       | 500 (804.672)   | 3:28:22 | 143.977               |
| 1980 | 17 de fevereiro     | Pole | 28  | Buddy Baker            | Ranier-Lundy                    | Oldsmobile | 200       | 500 (804.672)   | 2:48:55 | 177.602‡              |
| 1981 | 15 de fevereiro     | 8º   | 43  | Richard Petty (7)      | Petty Enterprises (9)           | Buick      | 200       | 500 (804.672)   | 2:56:50 | 169.651               |
| 1982 | 14 de fevereiro     | 7º   | 88  | Bobby Allison (2)      | DiGard Motorsports              | Buick      | 200       | 500 (804.672)   | 3:14:49 | 153.991               |
| 1983 | 20 de fevereiro     | 8º   | 28  | Cale Yarborough (3)    | Ranier-Lundy (2)                | Pontiac    | 200       | 500 (804.672)   | 3:12:20 | 155.979               |
| 1984 | 19 de fevereiro     | Pole | 28  | Cale Yarborough (4)    | Ranier-Lundy (3)                | Chevrolet  | 200       | 500 (804.672)   | 3:18:41 | 150.994               |
| 1985 | 17 de fevereiro     | Pole | 9   | Bill Elliott           | Melling Racing                  | Ford       | 200       | 500 (804.672)   | 2:54:09 | 172.265               |
| 1986 | 16 de fevereiro     | 2º   | 5   | Geoffrey Bodine        | Hendrick Motorsports            | Chevrolet  | 200       | 500 (804.672)   | 3:22:32 | 148.124               |
| 1987 | 15 de fevereiro     | Pole | 9   | Bill Elliott (2)       | Melling Racing (2)              | Ford       | 200       | 500 (804.672)   | 2:50:12 | 176.263               |
| 1988 | 14 de fevereiro     | 3º   | 12  | Bobby Allison (3)      | Stavola Brothers Racing         | Buick      | 200       | 500 (804.672)   | 3:38:08 | 137.531               |
| 1989 | 19 de fevereiro     | 2º   | 17  | Darrell Waltrip        | Hendrick Motorsports (2)        | Chevrolet  | 200       | 500 (804.672)   | 3:22:04 | 148.466               |
| 1990 | 18 de fevereiro     | 12º  | 10  | Derrike Cope           | Whitcomb Racing                 | Chevrolet  | 200       | 500 (804.672)   | 3:00:59 | 165.761               |
| 1991 | 17 de fevereiro     | 2º   | 4   | Ernie Irvan            | Morgan-McClure Motorsports      | Chevrolet  | 200       | 500 (804.672)   | 3:22:30 | 148.148               |
| 1992 | 16 de fevereiro     | 6º   | 28  | Davey Allison          | Robert Yates Racing             | Ford       | 200       | 500 (804.672)   | 3:07:12 | 160.256               |
| 1993 | 14 de fevereiro     | 2º   | 18  | Dale Jarrett           | Joe Gibbs Racing                | Chevrolet  | 200       | 500 (804.672)   | 3:13:35 | 154.972               |
| 1994 | 20 de fevereiro     | 4º   | 4   | Sterling Marlin        | Morgan-McClure Motorsports (2)  | Chevrolet  | 200       | 500 (804.672)   | 3:11:10 | 156.931               |
| 1995 | 19 de fevereiro     | 3º   | 4   | Sterling Marlin (2)    | Morgan-McClure Motorsports (3)  | Chevrolet  | 200       | 500 (804.672)   | 3:31:42 | 141.71                |
| 1996 | 18 de fevereiro     | 7º   | 88  | Dale Jarrett (2)       | Robert Yates Racing (2)         | Ford       | 200       | 500 (804.672)   | 3:14:25 | 154.308               |
| 1997 | 16 de fevereiro     | 6º   | 24  | Jeff Gordon            | Hendrick Motorsports (3)        | Chevrolet  | 200       | 500 (804.672)   | 3:22:18 | 148.295               |
| 1998 | 15 de fevereiro     | 4º   | 3   | Dale Earnhardt         | Richard Childress Racing        | Chevrolet  | 200       | 500 (804.672)   | 2:53:42 | 172.712               |
| 1999 | 14 de fevereiro     | Pole | 24  | Jeff Gordon (2)        | Hendrick Motorsports (4)        | Chevrolet  | 200       | 500 (804.672)   | 3:05:42 | 161.551               |
| 2000 | 20 de fevereiro     | Pole | 88  | Dale Jarrett (3)       | Robert Yates Racing (3)         | Ford       | 200       | 500 (804.672)   | 3:12:43 | 155.669               |
| 2001 | 18 de fevereiro     | 19º  | 15  | Michael Waltrip        | Dale Earnhardt, Inc.            | Chevrolet  | 200       | 500 (804.672)   | 3:05:26 | 161.783               |
| 2002 | 17 de fevereiro     | 19º  | 22  | Ward Burton            | Bill Davis Racing               | Dodge      | 200       | 500 (804.672)   | 3:29:50 | 130.81                |
| 2003 | 16 de fevereiro     | 4º   | 15  | Michael Waltrip (2)    | Dale Earnhardt, Inc. (2)        | Chevrolet  | 109*      | 272.5 (438.546) | 2:02:08 | 133.87                |
| 2004 | 15 de fevereiro     | 3º   | 8   | Dale Earnhardt Jr.     | Dale Earnhardt, Inc. (3)        | Chevrolet  | 200       | 500 (804.672)   | 3:11:53 | 156.341               |
| 2005 | 20 de fevereiro     | 15º  | 24  | Jeff Gordon (3)        | Hendrick Motorsports (5)        | Chevrolet  | 203*      | 507.5 (816.742) | 3:45:16 | 135.173               |
| 2006 | 19 de fevereiro     | 9º   | 48  | Jimmie Johnson         | Hendrick Motorsports (6)        | Chevrolet  | 203*      | 507.5 (816.742) | 3:33:26 | 142.667               |
| 2007 | 18 de fevereiro     | 34º  | 29  | Kevin Harvick          | Richard Childress Racing (2)    | Chevrolet  | 202*      | 505 (812.719)   | 3:22:55 | 149.333               |
| 2008 | 17 de fevereiro     | 7º   | 12  | Ryan Newman            | Penske Racing                   | Dodge      | 200       | 500 (804.672)   | 3:16:30 | 152.672               |
| 2009 | 15 de fevereiro     | 39º1 | 17  | Matt Kenseth           | Roush Fenway Racing             | Ford       | 152*      | 380 (611.551)   | 2:51:40 | 132.816               |
| 2010 | 14 de fevereiro     | 13º  | 1   | Jamie McMurray         | Earnhardt Ganassi Racing        | Chevrolet  | 208*      | 520 (836.859)   | 3:47:16 | 137.284               |
| 2011 | 20 de fevereiro     | 32º  | 21  | Trevor Bayne           | Wood Brothers Racing (5)        | Ford       | 208*      | 520 (836.859)   | 3:59:24 | 130.326               |
| 2012 | 27–28* de fevereiro | 4º   | 17  | Matt Kenseth (2)       | Roush Fenway Racing (2)         | Ford       | 202*      | 505 (812.719)   | 3:36:02 | 140.256               |
| 2013 | 24 de fevereiro     | 9º   | 48  | Jimmie Johnson (2)     | Hendrick Motorsports (7)        | Chevrolet  | 200       | 500 (804.672)   | 3:08:23 | 159.25                |
| 2014 | 23 de fevereiro     | 9º   | 88  | Dale Earnhardt Jr. (2) | Hendrick Motorsports (8)        | Chevrolet  | 200       | 500 (804.672)   | 3:26:29 | 145.29                |
| 2015 | 22 de fevereiro     | 5º   | 22  | Joey Logano            | Team Penske (2)                 | Ford       | 203*      | 507.5 (816.742) | 3:08:02 | 161.939               |
| 2016 | 21 de fevereiro     | 11º  | 11  | Denny Hamlin           | Joe Gibbs Racing (2)            | Toyota     | 200       | 500 (804.672)   | 3:10:25 | 157.549               |
| 2017 | 26 de fevereiro     | 8º   | 41  | Kurt Busch             | Stewart-Haas Racing             | Ford       | 200       | 500 (804.672)   | 3:29:31 | 143.187               |
| 2018 | 18 de fevereiro     | 14º  | 3   | Austin Dillon          | Richard Childress Racing (3)    | Chevrolet  | 207*      | 517.5 (832.836) | 3:26:15 | 150.545               |
| 2019 | 17 de fevereiro     | 10º  | 11  | Denny Hamlin (2)       | Joe Gibbs Racing (3)            | Toyota     | 207*      | 517.5 (832.836) | 3:45:55 | 137.440               |
| 2020 | 16-17* de fevereiro | 39º2 | 11  | Denny Hamlin (3)       | Joe Gibbs Racing (4)            | Toyota     | 209*      | 522.5 (840.882) | 3:42:10 | 141.11                |
| 2021 | 14-15* de fevereiro | 17º  | 34  | Michael McDowell       | Front Row Motorsports           | Ford       | 200       | 500 (804.672)   | 3:28:05 | 144.416               |
| 2022 | 20 de fevereiro     | 5º   | 2   | Austin Cindric         | Team Penske (3)                 | Ford       | 201       | 502.5 (808.695) | 3:31:53 | 142.295               |
| 2023 | 19 de fevereiro     | 31º  | 47  | Ricky Stenhouse Jr.    | JTG Daugherty Racing            | Chevrolet  | 212       | 530 (853.174)   | 3:38:53 | 145.283               |
| 2024 | 19 de fevereiro     | 18º  | 24  | William Byron          | Hendrick Motorsports            | Chevrolet  | 200       | 500 (804.672)   | 3:10:52 | 157.178               |
| 2025 | 16 de fevereiro     | 5º   | 24  | William Byron          | Hendrick Motorsports            | Chevrolet  | 201       | 502.5 (808.695) | 3:53:26 | 129.159               |

‡ – Recorde para o Daytona 500 mais rápida em 177,602 mph (285,823 km/h) estabelecido por Buddy Baker em 1980.

### Pilotos com mais vitórias
| Nº de vitórias | Pilotos            | Corridas vencidas                        |
| -------------- | ------------------ | ---------------------------------------- |
| 7              | Richard Petty      | 1964, 1966, 1971, 1973, 1974, 1979, 1981 |
| 4              | Cale Yarborough    | 1968, 1977, 1983, 1984                   |
| 3              | Bobby Allison      | 1978, 1982, 1988                         |
| 3              | Dale Jarrett       | 1993, 1996, 2000                         |
| 3              | Jeff Gordon        | 1997, 1999, 2005                         |
| 3              | Denny Hamlin       | 2016, 2019, 2020                         |
| 2              | Bill Elliott       | 1985, 1987                               |
| 2              | Sterling Marlin    | 1994, 1995                               |
| 2              | Michael Waltrip    | 2001, 2003                               |
| 2              | Matt Kenseth       | 2009, 2012                               |
| 2              | Jimmie Johnson     | 2006, 2013                               |
| 2              | Dale Earnhardt Jr. | 2004, 2014                               |
| 2              | William Byron      | 2024, 2025                               |

### Equipes com mais vitórias
| Nº de vitórias | Equipe                      | Corridas vencidas                                          |
| -------------- | --------------------------- | ---------------------------------------------------------- |
| 10             | Hendrick Motorsports        | 1986, 1989, 1997, 1999, 2005, 2006, 2013, 2014, 2024, 2025 |
| 9              | Petty Enterprises           | 1959, 1964, 1966, 1970, 1971, 1973, 1974, 1979, 1981       |
| 5              | Wood Brothers Racing        | 1963, 1968, 1972, 1976, 2011                               |
| 4              | Joe Gibbs Racing            | 1993, 2016, 2019, 2020                                     |
| 3              | Ranier-Lundy                | 1980, 1983, 1984                                           |
| 3              | Morgan-McClure Motorsports  | 1991, 1994, 1995                                           |
| 3              | Robert Yates Racing         | 1992, 1996, 2000                                           |
| 3              | Richard Childress Racing    | 1998, 2007, 2018                                           |
| 3              | Dale Earnhardt, Inc.        | 2001, 2003, 2004                                           |
| 3              | Team Penske                 | 2008, 2015, 2022                                           |
| 2              | Holman-Moody                | 1965, 1967                                                 |
| 2              | Junior Johnson & Associates | 1969, 1977                                                 |
| 2              | Melling Racing              | 1985, 1987                                                 |
| 2              | Roush Fenway Racing         | 2009, 2012                                                 |

### Vitórias das montadoras
| Nº de vitórias | Montadora  | Corridas vencidas |
| -------------- | ---------- | --- |
| 27             | Chevrolet  | 1960, 1975, 1977, 1984, 1986, 1989, 1990, 1991, 1993, 1994, 1995, 1997, 1998, 1999, 2001, 2003, 2004, 2005, 2006, 2007, 2010, 2013, 2014, 2018, 2023, 2024, 2025 |
| 17             | Ford       | 1963, 1965, 1967, 1969, 1978, 1985, 1987, 1992, 1996, 2000, 2009, 2011, 2012, 2015, 2017, 2021, 2022                                                             |
| 4              | Plymouth   | 1964, 1966, 1970, 1971 |
| 4              | Dodge      | 1973, 1974, 2002, 2008 |
| 3              | Mercury    | 1968, 1972, 1976 |
| 3              | Oldsmobile | 1959, 1979, 1980 |
| 3              | Pontiac    | 1961, 1962, 1983 |
| 3              | Buick      | 1981, 1982, 1988 |
| 3              | Toyota     | 2016, 2019, 2020 |

## Estatísticas e recordes da corrida
| Vencedores que largaram na pole position |                |                                                               |
| Piloto                                   | Ano da vitória | Notas                                                         |
| Fireball Roberts                         | 1962           | Ganhou o Twin 125s                                            |
| Richard Petty                            | 1966           |                                                               |
| Cale Yarborough                          | 1968, 1984     | Ganhou o Twin 125s de 1984                                    |
| Buddy Baker                              | 1960           |                                                               |
| Bill Elliott                             | 1985, 1987     | Ganhou o Twin 125s de 1985 e Advance Auto Parts Clash de 1987 |
| Jeff Gordon                              | 1999           |                                                               |
| Dale Jarrett                             | 2000           | Ganhou o Advance Auto Parts Clash                             |

| Vitórias em família | |
| Família             | Pilotos                                                                                            |
| Allison             | Bobby Allison (1981), Donnie Allison (1975, 1977), Irmãos; e Davey Allison (1991), Filho de Bobby. |
| Earnhardt           | Dale Earnhardt (1996), Pai; e Dale Earnhardt, Jr. (2011), Filho.                                   |
| Elliott             | Bill Elliott (1985, 1986, 1987, 2001), Pai; e Chase Elliott (2016); Filho.                         |
| Petty               | Richard Petty (1966), Pai; e Kyle Petty (1993), Filho.                                             |

| Vencedor como piloto e dono de equipe |                                                                    |
| Piloto/Dono de Equipe                 | Corridas vencidas                                                  |
| Lee Petty                             | Dono/Piloto:1959                                                   |
| Junior Johnson                        | Piloto: 1960 e Dono de equipe: 1969, 1977                          |
| Richard Petty                         | Dono/Piloto: 1964, 1966, 1971, 1973, 1974, 1979, 1981 e Dono: 1970 |
| Dale Earnhardt                        | Piloto: 1998 e Dono de equipe: 2001, 2003, 2004, 2010              |
| Jeff Gordon                           | Piloto: 1997, 1999, 2005 e Dono de equipe: 2006, 2013              |

| Vitórias consecutivas |                   |
| Pilotos               | Anos das vitórias |
| Richard Petty         | 1973, 1974        |
| Cale Yarborough       | 1983, 1984        |
| Marlin Sterling       | 1994, 1995        |
| Denny Hamlin          | 2019, 2020        |

| Pilotos com mais poles positions |                        |
| Piloto                           | Anos das poles         |
| Buddy Baker                      | 1969, 1973, 1979, 1980 |
| Cale Yarborough                  | 1968, 1970, 1978, 1984 |
| Bill Elliott                     | 1985, 1986, 1987, 2001 |
| Ken Schrader                     | 1988, 1989, 1990       |
| Dale Jarrett                     | 1995, 2000, 2005       |
| Donnie Allison                   | 1975, 1977             |
| Jimmie Johnson                   | 2002, 2008             |
| Jeff Gordon                      | 1999, 2015             |

| Mais jovem e mais velho vencedor |               |      |                  |
| Categoria                        | Piloto        | Ano  | Notas            |
| Mais velho                       | Bobby Allison | 1988 | 50 anos, 73 dias |
| Mais jovem                       | Trevor Bayne  | 2011 | 20 anos, 1 dia   |

| Primeira piloto mulher a correr |      |
| Janet Guthrie                   | 1977 |

### Vitórias em corridas importantes
| Pilotos que venceram a Daytona 500, alguma outra corrida importante ou o título da NASCAR no mesmo ano |                          |             |               |             |                        |
| Piloto                                                                                                 | Advance Auto Parts Clash | Can-Am Duel | Brickyard 400 | Daytona 400 | NASCAR (título)        |
| Bobby Allison                                                                                          | 1982                     | 1988        |               | 1982        |                        |
| Bill Elliott                                                                                           | 1987                     | 1985        |               |             |                        |
| Dale Jarrett                                                                                           | 1996, 2000               | 1998        | 1996          |             |                        |
| Jeff Gordon                                                                                            | 1997                     |             |               |             | 1997                   |
| Denny Hamlin                                                                                           | 2016                     |             |               |             |                        |
| Fireball Roberts                                                                                       |                          | 1962        |               | 1962        |                        |
| Cale Yarborough                                                                                        |                          | 1977, 1984  |               | 1968        | 1977                   |
| Marlin Sterling                                                                                        |                          | 1995        |               |             |                        |
| Dale Earnhardt Jr.                                                                                     |                          | 2004        |               |             |                        |
| Matt Kenseth                                                                                           |                          | 2012        |               |             |                        |
| Jimmie Johnson                                                                                         |                          |             | 2006          | 2013        | 2006, 2013             |
| Jamie McMurray                                                                                         |                          |             | 2010          |             |                        |
| LeeRoy Yarbrough                                                                                       |                          |             |               | 1969        |                        |
| Lee Petty                                                                                              |                          |             |               |             | 1959                   |
| Richard Petty                                                                                          |                          |             |               |             | 1964, 1971, 1974, 1979 |

| Pilotos que venceram a Daytona 500, outras corridas importantes ou títulos de campeonatos ao longo da carreira em anos diferentes |             |                            |                    |                     |                     |
| Piloto | Daytona 500 | 500 milhas de Indianápolis | Fórmula 1 (título) | 24 Horas de Le Mans | 24 Horas de Daytona |
| Mario Andretti | 1967        | 1969                       | 1978               |                     | 1972                |
| A.J. Foyt | 1972        | 1961, 1964, 1967, 1977     |                    | 1967                | 1983, 1985          |
| Jamie McMurray | 2010        |                            |                    |                     | 2015                |

| Pilotos cuja primeira vitória da NASCAR Cup Series foi na Daytona 500 |      | |
| Piloto                                                                | Ano  | Notas                                                                                                 |
| Tiny Lund                                                             | 1963 | |
| Mario Andretti                                                        | 1967 | Única vitória da NASCAR Cup Series veio na Daytona 500                                                |
| Pete Hamilton                                                         | 1970 | |
| Derrike Cope                                                          | 1990 | |
| Marlin Sterling                                                       | 1994 | Até agora o único piloto cujas duas primeiras vitórias da carreira foram o Daytona 500 de 1994 e 1995 |
| Michael Waltrip                                                       | 2001 | Ganhou o Daytona 500 depois de 462 corridas sem uma vitória                                           |
| Trevor Bayne                                                          | 2011 | Primeiro estreante a ganhar a Daytona 500; venceu a corrida em sua primeira tentativa                 |
| Michael McDowell                                                      | 2021 | Venceu a Daytona 500 após 357 corridas sem vencer, perdendo apenas para Michael Waltrip               |
| Austin Cindric                                                        | 2022 | Segundo piloto mais jovem a vencer a Daytona 500                                                      |

## Galeria

Traçado do circuito oval
Traçado do circuito misto
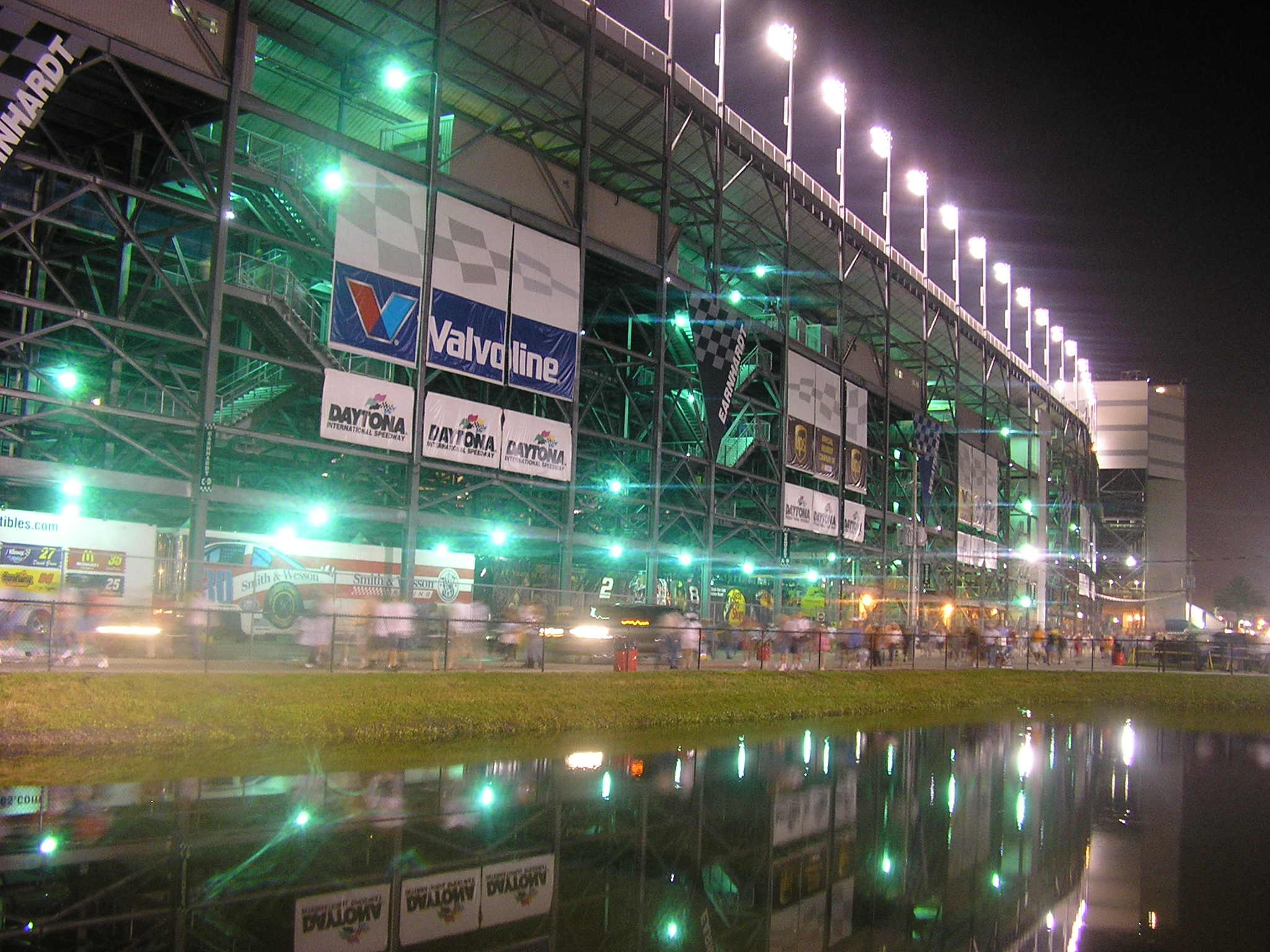
Entrada principal ao anoitecer
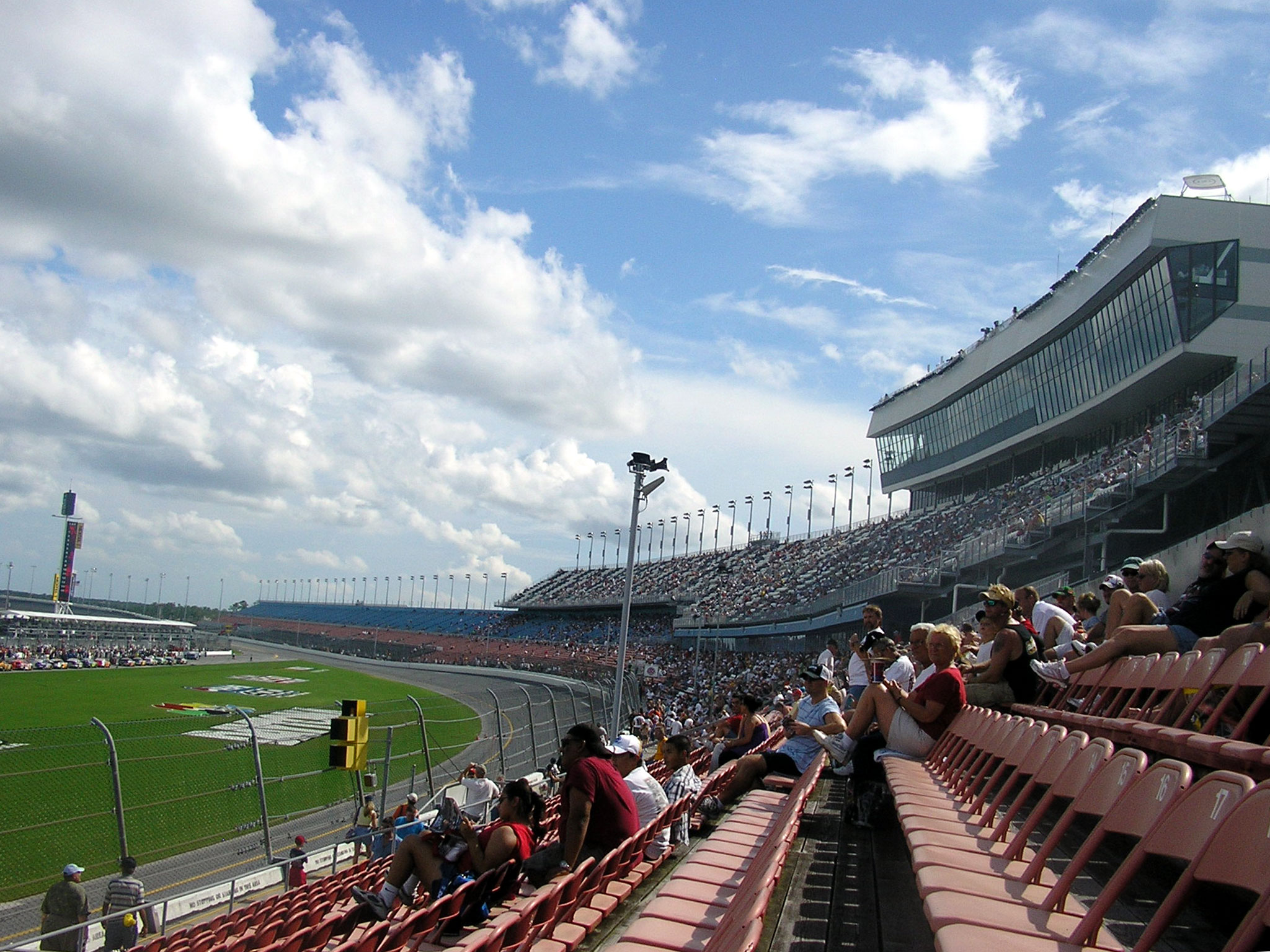
A chamada grandstand (pré-renovação)
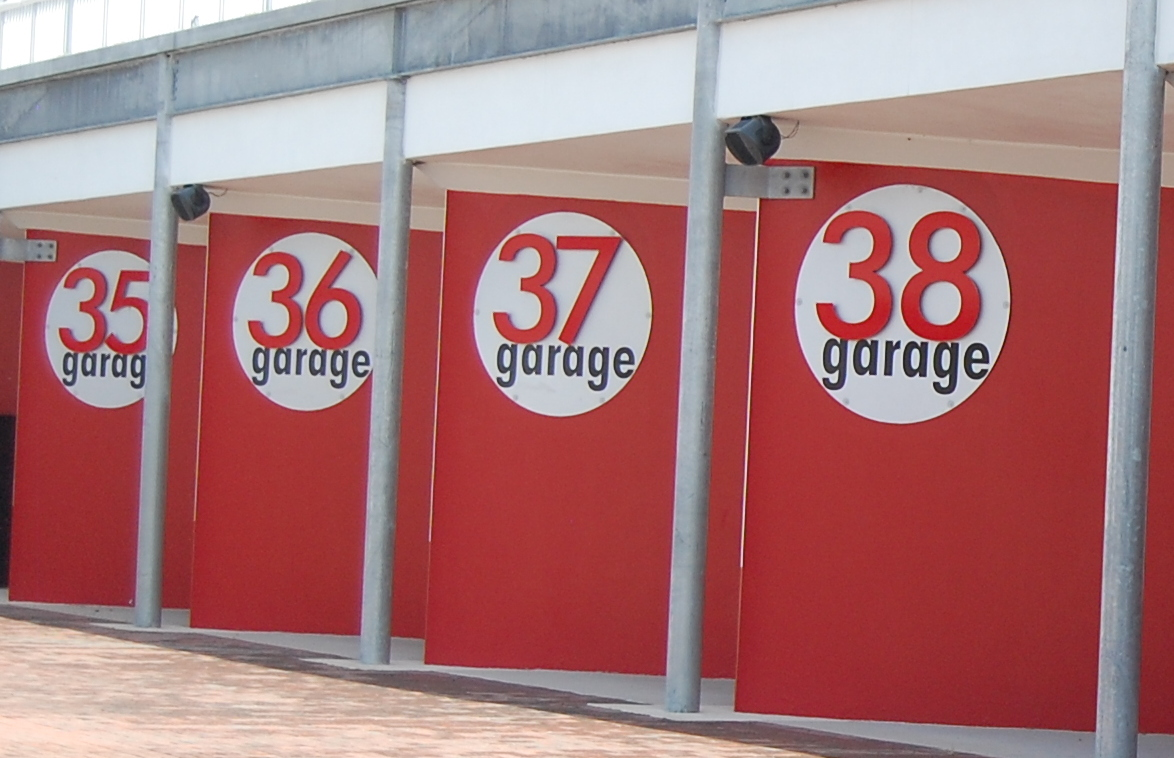
Garagens do infield de Daytona
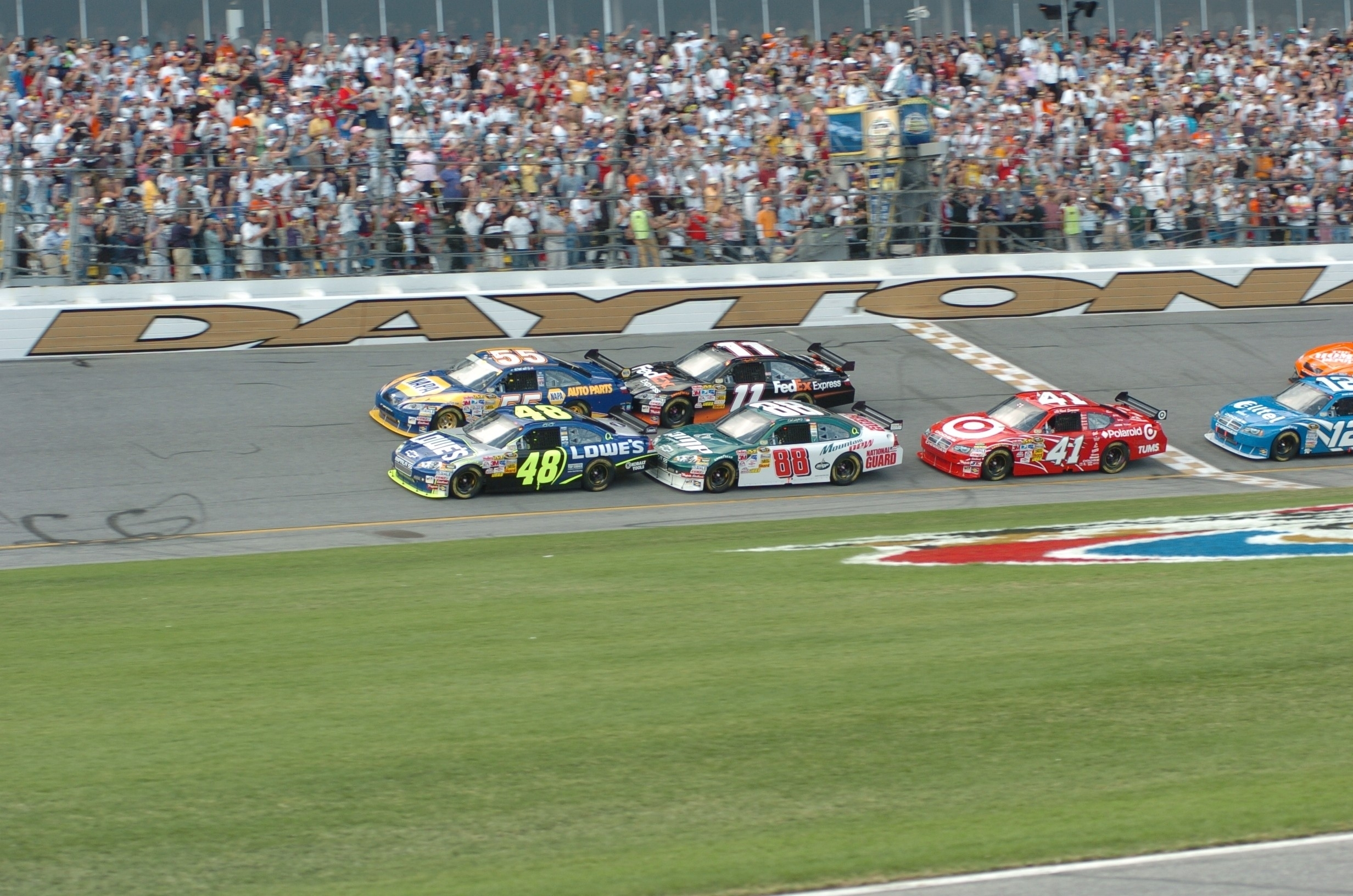
Prova da Daytona 500
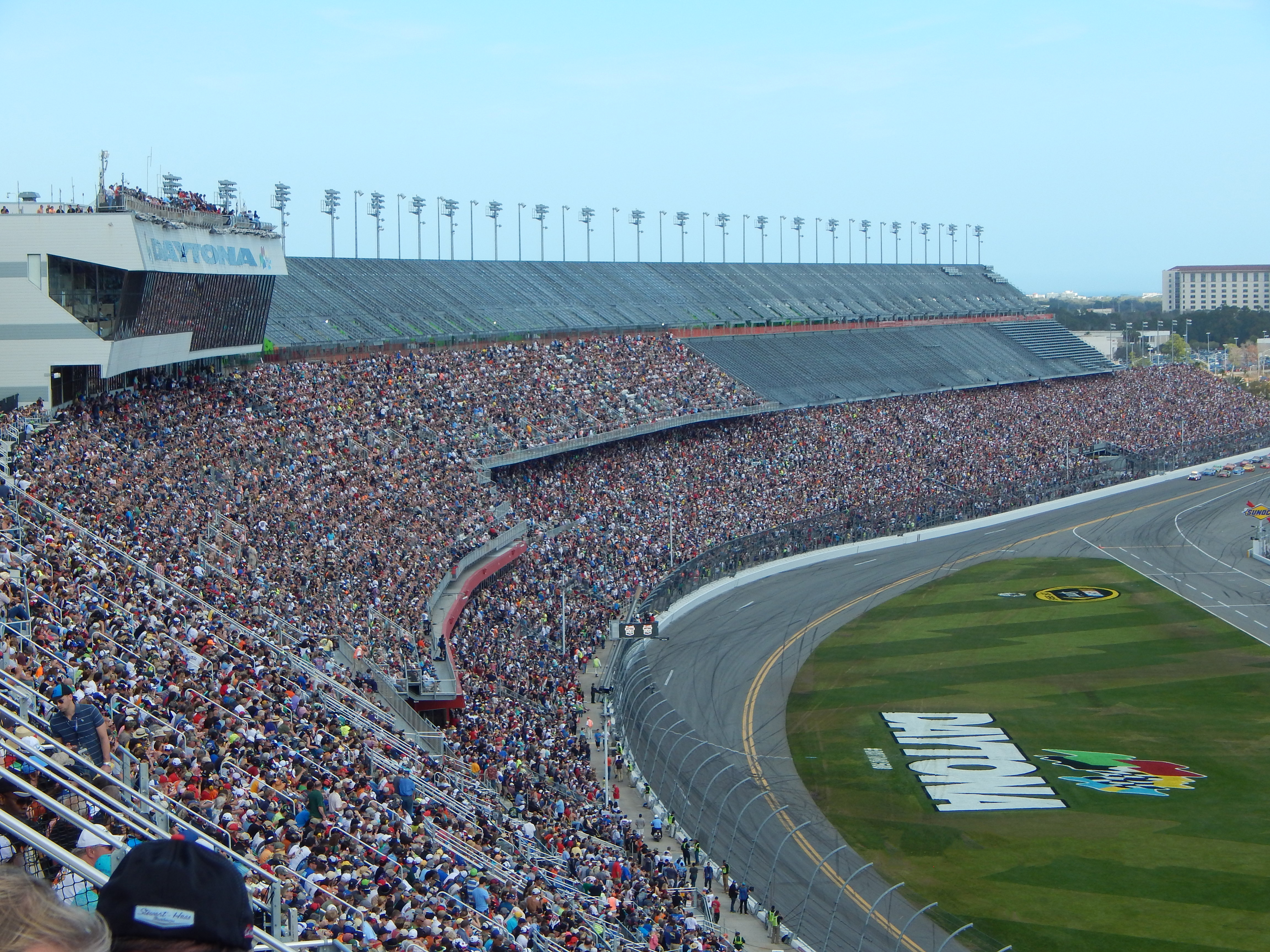
O superoval de Daytona em 2015
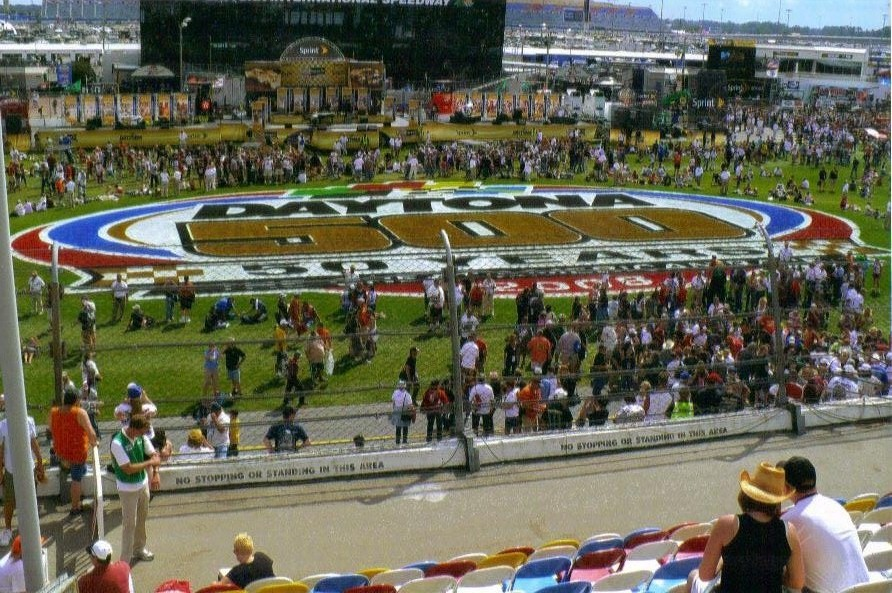
Cerimonial pré-corrida em 2008

## Ligações Externas
- Site Oficial da NASCAR Sprint Cup Series
- Site Oficial do oval de Daytona

| Sequência das Provas | Sequência das Provas | Sequência das Provas | Sequência das Provas | Sequência das Provas        |
| Can-Am Duels         | <<                   | Daytona 500          | >>                   | Folds of Honor QuikTrip 500 |
| -------------------- | -------------------- | -------------------- | -------------------- | --------------------------- |